# F1 2018 (videojuego)
F1 2018 es un videojuego de carreras desarrollado y publicado por Codemasters. Está basado en la temporada 2018 de Fórmula 1, e incluye todos sus circuitos, equipos y pilotos. Fue lanzado el 24 de agosto de 2018 en Microsoft Windows, PlayStation 4, Xbox One, Android y iOS.

## Contenido
F1 2018 cuenta con los 21 trazados de la temporada, volviendo Hockenheimring (Alemania) y haciendo su primera aparición el Circuito Paul Ricard (Francia). Además de los 10 monoplazas correspondientes a 2018, incluye clásicos como el McLaren M23, el Ferrari 312T, el Williams FW25 o el Brawn BGP 001, además de todos los ya vistos en F1 2017.
Como en la entrega anterior, tiene un sistema de desarrollo del automóvil a través de puntos; motor, chasis y aerodinámica; pero de manera más simple, ya que los jugadores "no tenían mucho interés por completarlo", según la propia desarrolladora.

## Recepción
El videojuego recibió críticas favorables. En Metacritic, su puntuación fue superior a 80/100 en las tres plataformas; similar a la entrega anterior.